# Reserva Natural Provincial Santa Catalina

| mapa = 
La Reserva Natural Provincial Santa Catalina es una reserva de 720 hectáreas situada a pocos kilómetros del centro de Lomas de Zamora. Es uno de los principales pulmones del conurbano bonaerense. La Reserva Provincial comparte espacio con la Reserva Municipal Santa Catalina, y se ubica dentro de la Cuenca Matanza Riachuelo. Ambas reservas albergan uno de los últimos relictos de talar del conurbano, además de zonas de bosque mixto y pastizal pampeano. 
Desde 1906 el predio es administrado por la Universidad Nacional de La Plata y no tiene acceso libre para el público en general. En el año 2011, fue declarada Reserva Natural Provincial Santa Catalina por medio de la Ley N° 14.294. En 2023, el Ministerio de Ambiente de la Provincia de Buenos Aires decidió expropiar las 15 hectáreas pertenecientes a la UNLP, luego de que esta decidiera ponerlas en venta.
En febrero de 2025, el gobierno de la Provincia de Buenos Aires firmó el acta de implementación de la Ley N° 14.294.

## Historia

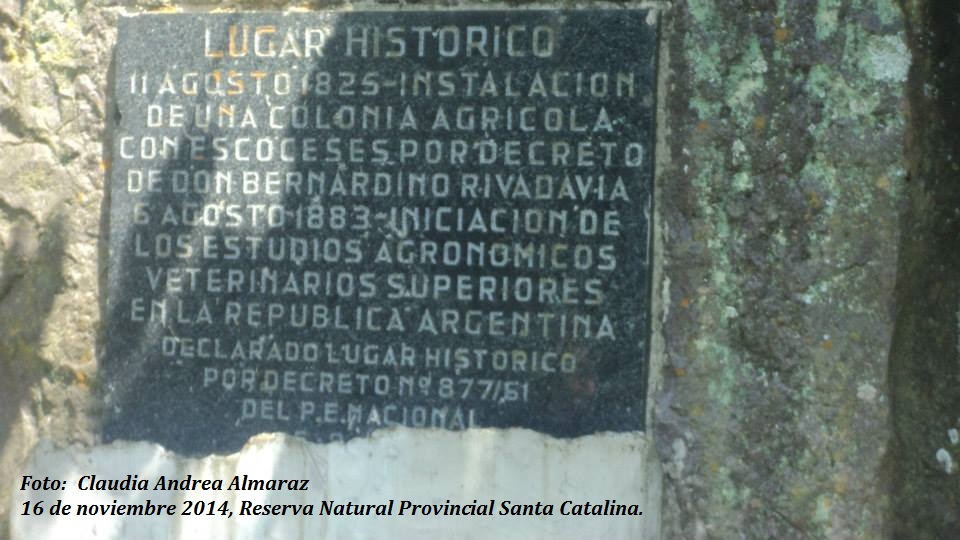
Lugar Histórico Nacional (Dec. 877/61)

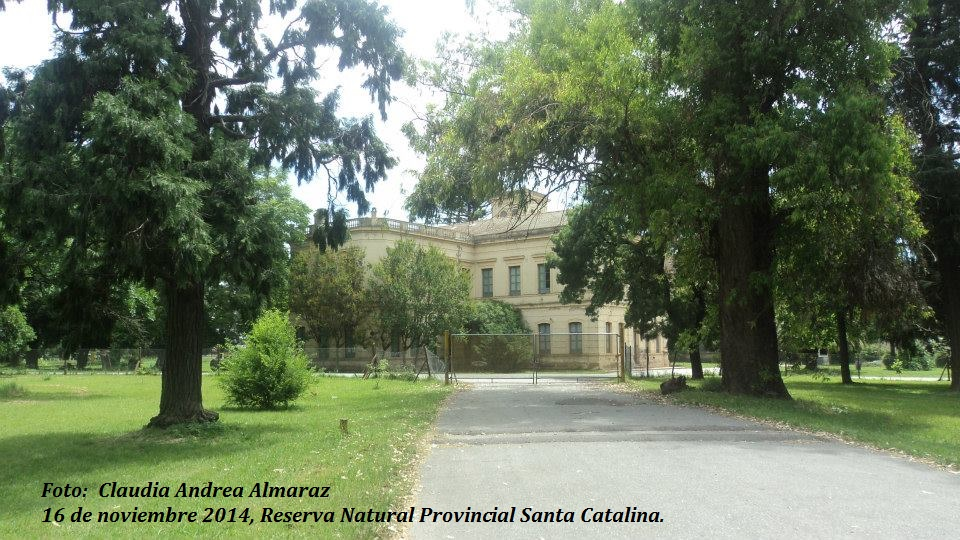
Antiguo rectorado de la Universidad Nacional de la Plata

En los fundamentos de la Ley Nº14294, se desarrolla los orígenes de este espacio verde que se remontan:  
A mediados del año 1588, cuando don Juan Torres de Vera y Aragón, Capitán General y Justicia Mayor de las Provincias Unidas del Río de la Plata, extiende el título de propiedad de tierras y solares urbanos a los primeros pobladores para el establecimiento de estancias, entre los que se encontraba Don Pedro López de Tafira, considerado el primer propietario de estas tierras. A partir de 1630 continúa una etapa de subdivisiones y sucesiones. Su nombre aparece por primera vez como mención documental en una escritura del año 1819, en carácter de “Estanzuela de Santa Catalina”. 
El presidente Rivadavia instaló la primera colonia agrícola escosa, plantaron especies europeas, se conservaron algunos ejemplares autóctonos como el Celtis Tala: 
Posteriormente parte de la estancia es vendida a los hermanos Juan y Guillermo Parish Robertson, dos escoceses dedicados al comercio exterior y a promover el establecimiento de agricultores europeos en la Provincia de Buenos Aires. El 6 de agosto de 1825 se instaló la primera colonia agrícola escocesa por iniciativa de Bernardino Rivadavia, en Santa Catalina, era un contingente de 220 escoceses quienes contarían con la libertad de culto. Entre ellos se encontraba Juan Tweedie, jardinero y explorador botánico oriundo de  Edimburgo, y W. Wilson, primer médico de la zona. Los colonos, quienes se dedicaron a tareas agrícolas y de granja, plantaron especies europeas de árboles desplazando los montes nativos remanentes, se utilizó el tala (Celtis tala) y otras especies espinosas para la conformación de cercos divisorios, antes de la llegada del alambrado. Sin embargo, al sobrevenir varias sequías intensas en la región y problemas políticos de la época, los colonos se ven obligados a dispersarse. 
Después, de que la colonia escocesa sufriera varias sequías y sumado a que hubo conflictos políticos de esa época, Boockey vende la propiedad al Gobierno de la Provincia de Buenos Aires:
En 1870, el irlandés Patricio Boockey, propietario de Santa Catalina, vende las tierras al Estado Provincial y poco tiempo después se decide establecer allí un Instituto Agrícola, proyecto que se llega a ejecutar.  Inmediatamente  se propone la Fundación de una Escuela Práctica de Agricultura (EPA), con lo cual se inicia una etapa distinta en la historia del lugar, asociada al desarrollo científico y educativo.  La EPA  funciona hasta 1880, al año siguiente se crea el Instituto Agronómico-Veterinarios en la Argentina. (Fundamentos de la Ley Nº14.294, 2011)
En el año 1884 se tendieron los ramales para conectar a la ciudad de La Plata con otros puntos de la provincia y uno de ellos fue el que la unía con la ciudad de Haedo. La estación fue inaugurada en el año 1886 y se encontraba enmarcada por un gran espacio verde de un valor natural y ecológico incalculable. El mismo fue declarado “Lugar Histórico Nacional” en el año 1961 y “Lugar Histórico Provincial” en el año 1992. En el año 1991, las 17 hectáreas adyacentes a la Estación Santa Catalina fueron declaradas por ordenanza municipal como “Reserva Municipal y Parque Didáctico", predio que pertenecía al ferrocarril y fue cedido al Municipio de Lomas de Zamora.

El Gobierno de la Provincia de Buenos Aires sede el predio a la entonces Universidad Provincial de Buenos Aires para que sea la administradora y llevara adelante trabajos de formación académica:  
En el año 1906, la Universidad Provincial de Buenos Aires es designada para administrar el predio y se delimita su campo de acción a la formación de peritos agrícola-ganaderos, entregando certificados de arquitecto paisajista, jardinero, horticultor, arboricultor y cabañista. Además, las tierras eran destinadas al cultivo de lúpulo, lino, durazneros y otros frutales, árboles forestales y plantas ornamentales. Se ofrecía a la comunidad leche, huevos, aves de corral. Productos como quesos de diversos tipos, dulce de membrillo, crema de batata, conserva de tomate, pickles, jalea y miel obtenían los primeros premios en torneos y exposiciones. Durante ese tiempo, los diferentes sectores del predio fueron utilizados como haras y cabaña de ganado bovino y ovino -donde hoy funciona un tambo modelo-, base de regimientos, horfanatorio-Escuela para jóvenes, etc.  

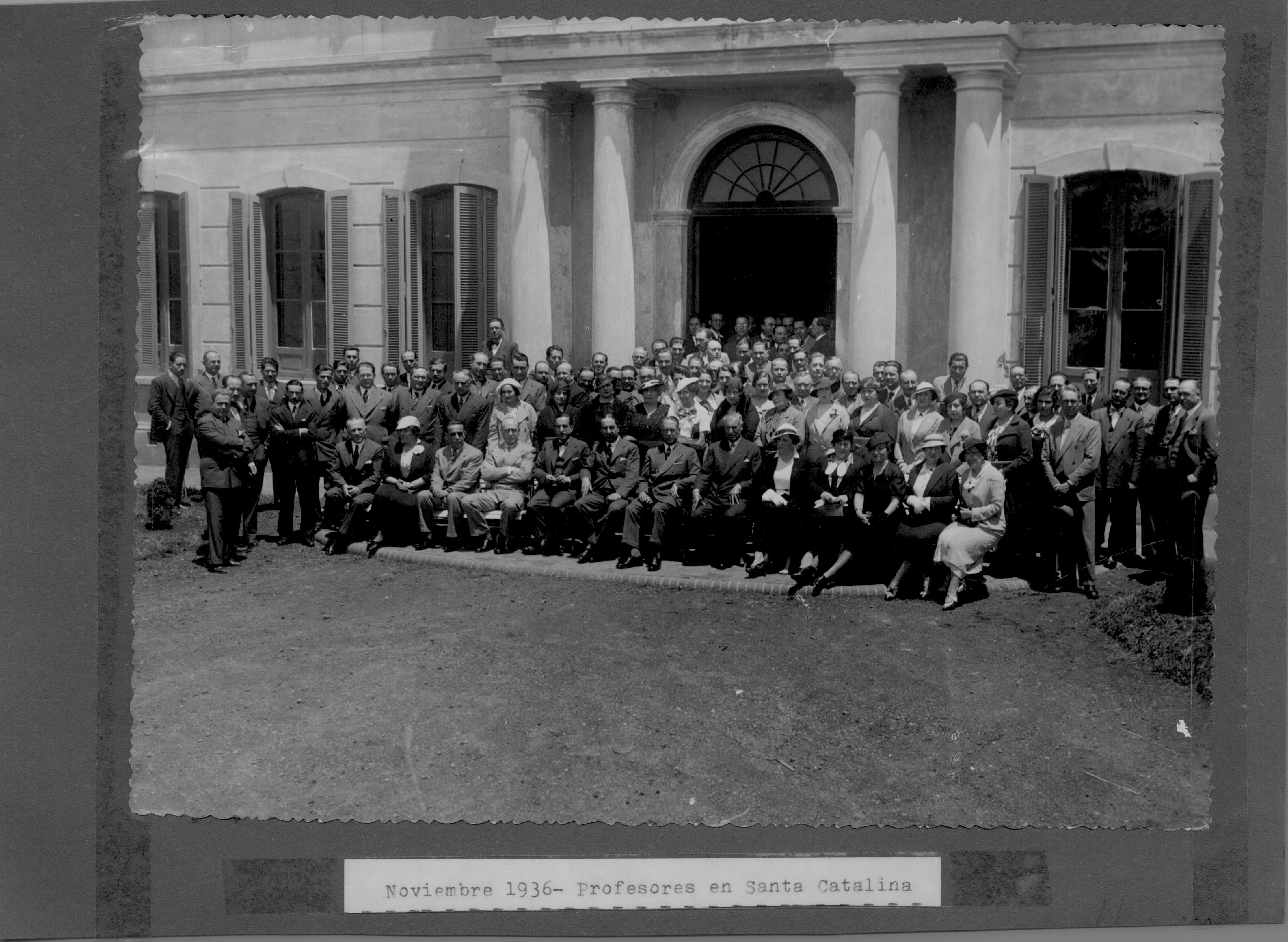
Profesores y funcionarios de la Universidad Nacional de La Plata en el predio de Santa Catalina, año 1936.

Con la creación de la UNLP, se administra el predio por medio de sus Facultades de Agronomía y Veterinaria:
En 1920 el establecimiento quedó bajo la administración de la Universidad Nacional de La Plata, a través de sus Facultades de Agronomía y de Veterinaria. El Instituto Fitotécnico de Santa Catalina se inaugura hacia fines de 1928 y sus labores en el área de la genética y el mejoramiento alcanzan renombre internacional, recibiendo la visita de destacados genetistas del exterior. El trabajo incluía el desarrollo de variedades de especies de cereales, hortalizas y plantas ornamentales. (Fundamentos de la Ley Nº14.294, 2011)

## Clima
El clima de esta región es templado cálido, con lluvias todo el año, que disminuyen de norte a sur y de este a oeste, desde los 1200 hasta los 600 mm anuales. Las temperaturas máximas y mínimas medias son de 22,2 °C y 10,7 °C respectivamente.

## Geomorfología, suelos e hidrografía
Desde el punto de vista geomorfológico, la Reserva Natural Municipal Santa Catalina se encuentra en la cresta del interfluvio delimitado por las cuencas de los arroyos Santa Catalina por el oeste y El Rey hacia el este. La Reserva se ubica a 3100 y 350 m de distancia de dichos cauces respectivamente. La altitud de la reserva es de 15 m s. n. m. y la pendiente local desciende ligeramente hacia el este.
Parte del recorrido de las vías del ferrocarril transcurre encajonado y formando una curva, entre barrancas de 3 a 4 m de altura, donde se observa una comunidad de pastizal pintoresca (De Magistris y Baigorria).Aquí las napas proveen agua dulce de buena potabilidad; el suelo es de excelente calidad agrícola y forestal, y las altitudes alcanzan los 25 metros sobre el nivel del mar (en la localidad de Turdera).

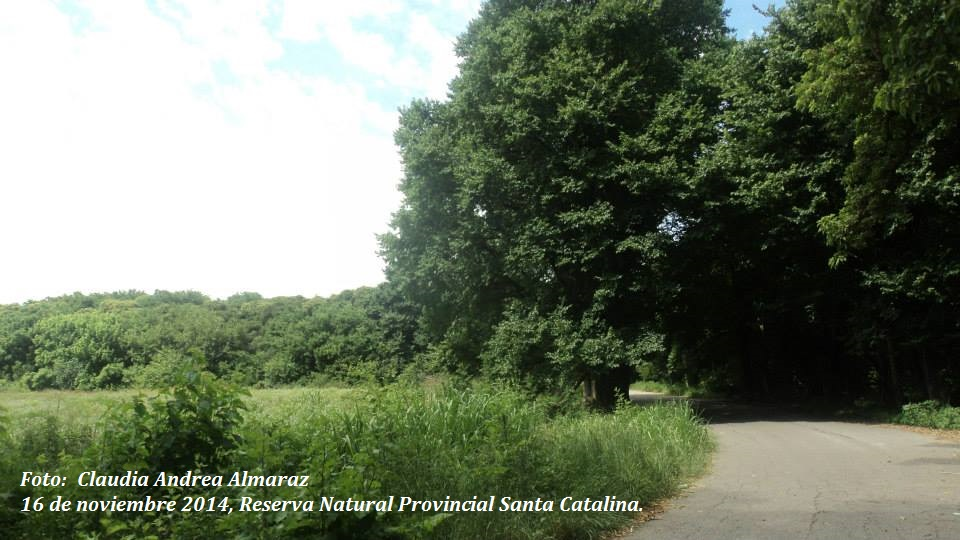
Reserva Natural Provincial Santa Catalina.

## Flora

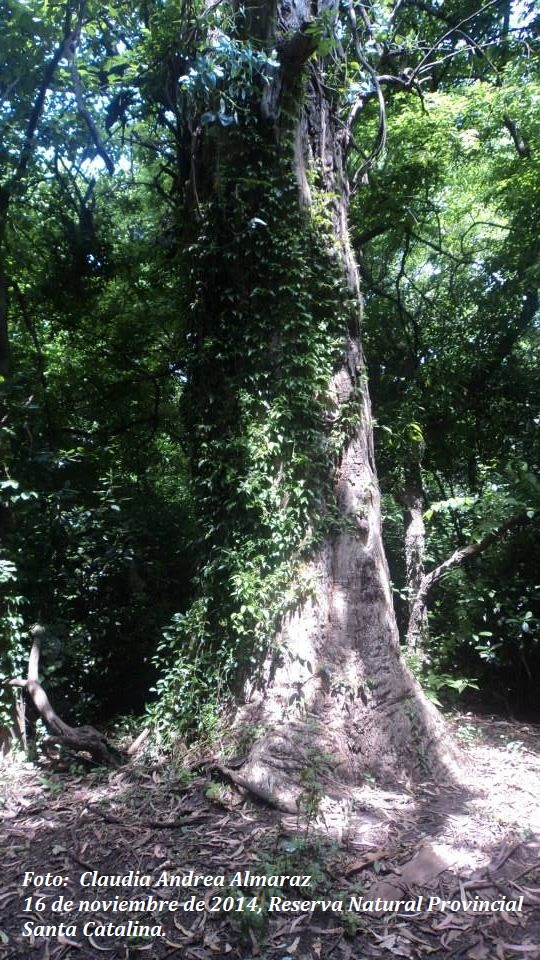
Vegetación

La Reserva Natural Municipal Santa Catalina se encuentra dentro de la Subregión de la “Pampa Húmeda” y a su vez, dentro del Complejo Pampa Ondulada. Dicho complejo está caracterizado por el pastizal como vegetación natural predominante, con escasas formaciones leñosas nativas. Este complejo abarca todo el partido de Lomas de Zamora, incluyendo a la vecina Reserva Provincial Santa Catalina.
La vegetación se caracteriza por la presencia de remanentes de talares y en los sectores adyacentes a la Estación con especies introducidas; además remanentes de comunidades hidrófilas de Carquejillas, Carguatá y Yerba barbuda; pastizales y/o matorrales desarrollados bajo eucaliptus y sectores con vegetación ruderal, donde se asocian especies nativas con plantas cosmopolitas espontáneas.
La franja de talar más importante abarca 700 m de largo por 10-20 m de ancho. En dicho sector se identificaron también tembetarí, camará morado, carí carí, molle rastrero, jazmín de la selva, malvisco y chilca blanda, entre otros. Además, merece destacarse la talilla por tener aquí los ejemplares más australes. Esta especie se caracteriza por atraer a muchos picaflores. El malvisco y el carí carí, por su parte, entre las distintas especies de chilcas atraen gran diversidad de mariposas.
Entre las enredaderas o trepadoras, las que más se destacan son el mburucuyá , el tasi, el brotal y uña de gato.
Dentro de las epífitas, los claveles del aire dan un aspecto único al talar.
Los siguientes datos pueden mostrar el grado de valor biológico, histórico y educativo que alberga el predio: 
Más de 500 hectáreas de espacio verde: 25 has. de laguna: 50 has. de Pastizales bajos: 45 has. de bosque implantado mixto; 3 has. De bosque remanente de talas; más de 700 especies de plantas; más de 400 especies de hongos y algas;  los ejemplares más australes del país del árbol tembetarí.

## Fauna
Se registraron: 172 especies de aves (45% de la Prov. De Buenos Aires y el 14%  del país); al menos 60 especies de mariposas, 17 de mamíferos, 10 de peces, 7 de reptiles, 9 de anfibios; más de 60 familias representadas de invertebrados. Respecto a los mamíferos, se han registrado dieciséis especies, incluyendo al colicorto pampeano y a dos especies de murciélagos. También es posible encontrar comadrejas overas, cuises, mulitas, peludos y liebres.
En cuanto a la herpetofauna, se listaron distintas especies de lagartos y ofidios, difíciles de encontrar en épocas frías, además de algunas especies de anfibios. Los más comunes son los lagartos overos.

## Conflictos ambientales
En el 2008, la Universidad Nacional de La Plata vendió 300 hectáreas (que incluían a la laguna) a la empresa de residuos Covelia S.A. La empresa realizó tareas contrarias a las regulaciones ambientales, incluyendo descarga de materiales de relleno y movimientos de suelo.
La movilización ciudadana rechazó la venta del predio. La Asociación Civil Organización Ambiental Pilmayqueñ presentó un amparo judicial para frenar las actividades de la empresa. En el 2011, el juez federal Luis Armella ordenó a la empresa a detener todas sus actividades en el predio. Estas acciones consiguieron que en 2011 se promulgara la Ley Provincial N° 14.294, que crea la Reserva Natural Provincial Santa Catalina.
Sin embargo, hasta el 2021 los vecinos denuncian falta de protección del predio e incendios frecuentes de origen intencional. La Reserva Natural Provincial Santa Catalina (RNPSC) tiene varias declaratorias en su haber: fue declarada Lugar Histórico Nacional (Dec. 877/61) conforme a  la Ley Nacional de Patrimonio histórico y cultural de 1940; Sitio Histórico Provincial (Ley 11.242/92); Reserva Natural Provincial (Ley 14.294/11); Patrimonio Histórico Municipal (Ord. 16.097/16); en 1981 se declaró Reserva mitológica “Dr. Carlos Spegazzini”; La HCD de la Provincia de Buenos Aires (Exp. 2161/07) y HCD de la Nación (OD Nº1609) la declararon de interés para la labor científica. El Concejo Deliberante de Lomas de Zamora la declaró de Interés Municipal:
Ante la actual situación la Honorable Cámara de Diputados de la Provincia de Buenos Aires, por medio del Expediente N°2593/22-23, solicitó al Poder Ejecutivo de la Provincia de Buenos Aires que: “informe la propuesta realizada al presidente de la UNLP para que el Consejo Superior analice y autorice la venta total y/o parcial de los inmuebles de la reserva Santa Catalina”, además solicita un informe para saber si el Ministerio de Ambiente tiene conocimiento sobre la venta de hectáreas del mismo predio. Por medio del Expediente Nº2607/22-23, la HCDPBA se dirige a Gobierno Provincial saber si tomó conocimiento de que el Consejo Directivo de la Facultad de Ciencias Agrarias y Forestales de la UNLP, solicitó a su rector el análisis y autorización de la venta y/o permuta total y/o parcial. Además, solicitó conocer al titular de dominio del predio Santa Catalina de Lomas de Zamora.